# Mesotardigrada
Tardigradele sunt niște animale microscopice care trăiesc pe copaci, frunze (în bule de apă) în mări și poate în vulcani. Tardigradele pot rezista la temperaturi de - 272 g C și +151 g C. Ele sunt cele mai rezistente animale de pe pământ.  Tardigradul își poate repara ADN-ul, adică după ce ADN-ul tardigradei este un pic distrus de radiațiile ultra-violete, îl poate repara printr-o particulă care trece prin fața ADN-ului și îl repară după ce a fost distrus.
În 2007, unele tardigrade au fost trimise în spațiu ca-să facă un experiment de rezistența tardigradelor și au rezistat. Tardigradele din 2007 care au fost trimise în spațiu, au fost trimise pe ISS. 
Tardigradele pot sta în picioare ca noi în două lăbuțe și toate cele 6 picioare stau în sus. 
Tardigrada mai are și denumirea de urs de mare din cauza ghearelor care sunt la fel de mari ca cele ale unui urs, pentru tardigrade, și mai este faptul că tardigradul este la fel de gras ca un urs brun, grizzly, polar și panda, adică toate tipurile de urși existenți pe pământ. 
Tardigradele pot rezista unor radiații foarte puternice cea ce le face a fi cele mai rezistente animale.